# Start wit Me
Start wit Me è un singolo del rapper statunitense Roddy Ricch, pubblicato il 25 ottobre 2019 come secondo estratto dal primo album in studio Please Excuse Me for Being Antisocial.

## Descrizione
Terza traccia dell'album, Start wit Me, che appartiene al genere hip hop, vede la partecipazione del rapper statunitense Gunna.

## Video musicale
Il video musicale, diretto da Spike Jordan e girato in California, è stato reso disponibile il 28 ottobre 2019.

## Tracce
Testi e musiche di Rodrick Moore, Jasper Lee Harris, Sergio Kitchens e Tahj Morgan.
1. Start wit Me (feat. Gunna) – 2:38

## Formazione
Musicisti
- Roddy Ricch – voce
- Gunna – voce aggiuntiva

Produzione
- Jasper Harris – produzione
- JetsonMade – produzione
- Mike Bozzi – mastering
- Derek "MixedByAli" Ali – missaggio
- Chris Dennis – registrazione
- Cyrus "NOIS" Taghipour – assistenza all'ingegneria del suono

## Classifiche
| Classifica (2020) | Posizione massima |
| ----------------- | ----------------- |
| Canada            | 63                |
| Stati Uniti       | 56                |